# Slats Gill
Amory Tingle Gill, detto Slats (Salem, 1º maggio 1901 – Corvallis, 5 aprile 1966), è stato un cestista, giocatore di baseball, allenatore di pallacanestro e allenatore di baseball statunitense, membro del Naismith Memorial Basketball Hall of Fame dal 1968 in qualità di allenatore.